# MySQL
MySQL је вишенитни вишекориснички SQL систем за управљање базама података.
Систем ради као сервер, обезбјеђујући вишекориснички интерфејс за приступ бази података.
16. јануара 2008. године, MySQL AB је објавио да је Sun Microsystems откупио MySQL за око милијарду америчких долара.
Очекује се крај откупа у трећој или четвртој четвртини фискалне године, која завршава 30. јуна 2008.

## Историја
Слиједи кратак преглед развоја пројекта:
- је први пут објављен 23. маја, 1995
- Верзија за Windows је објављена 8. јануара, 1998. за Windows 95 и Windows NT
- Верзија 3.23: бета верзија у јуну 2000, завршна верзија у јануару 2001
- Верзија 4.0: бета верзија у августу 2002, завршна верзија у марту 2003 (додате уније)
- Верзија 4.1: бета верзија у јуну 2004, завршна верзија у октобру 2004 (додата р-дрвета, под-упити и припрема упита унапријед)
- Верзија 5.0: бета верзија у марту 2005, завршна верзија у октобру 2005 (додати курсори, процедуре, тригери, прегледи, XA трансакције)
- Верзија 5.1: тренутно у припреми завршне верзије (од новембра 2005) (додају се партиције, интерфејс за плаг-ине, репликације на нивоу појединачних записа, табеле са логовима сервера и извршавање унапријед заказаних догађаја)
- откупљује MySQL 16. јануара 2008.

## Програмски језици
Библиотеке за приступ бази података MySQL постоје за већину програмских језика, чији облик зависи од датог програмског језика. Додатно, постоји ODBC интерфејс по називу MyODBC који дозвољава приступ бази података за оне програмске језике који подржавају ODBC интерфејс, као што су ASP и ColdFusion. MySQL сервер и званично подржане библиотеке су углавном писани у програмским језицима C и C++.

## Употреба
Процјењује се да постоји око десет милиона инсталација MySQL-а.
MySQL је популаран у развоју веб апликација, нарочито у комбинацији "ЛАМП" (Линукс-Апач-MySQL-PHP/Перл/Питон. Његова популарност се веже за популарност PHP-а, који се обично комбинује са MySQL-ом. Википедија користи MediaWiki софтвер, који такође користи PHP и MySQL.

## Лиценца
Фирма MySQL AB, смјештена у Шведској, је јединствени власник и спонзор пројекта, и држи највећу већину права над кодом. MySQL AB пружа MySQL као софтвер отвореног кода / слободан софтвер под ГНУ-овом Општом јавном лиценцом (ГНУ-ова ОЈЛ), али га пружа и под традиционалним комерцијалним условима лиценцирања за случајеве где је употреба из неког разлога неспојива са ГНУ-овом ОЈЛ.
Фирма такође развија и одржава систем, а зарађује преко наплаћивања техничке подршке, сервиса, као и продаје лиценци за комерцијалну употребу програма. Фирма запошљава бројне раднике широм свијета са којима комуницира путем Интернета. Фирму MySQL AB су основали Дејвид Аксмарк, Алан Ларсон и Мајкл (Монти) Вајдениус. Извршни директор је Мартен Микос.

### Проблеми
Један од проблема који се десио је проблем лиценце MySQL-а која је била некомпатибилна са лиценцом PHP-а. Проблем је касније разријешен тако што је фирма MySQL AB додала изузетак у своју лиценцну документацију, експлицитно допуштајући укључивање MySQL-а у пројекте који су објављени под лиценцама отвореног кода које су компатибилне са OSI стандардом.

## Администрација
За администрацију базе података MySQL, администратори користе или интерфејс у облику командне линије, или графички интерфејс "MySQL администратор" и друге.
Поред алата које производи фирма MySQL AB, постоји и неколико комерцијалних и некомерцијалних алата приступачних на тржишту. Алат PhpMyAdmin је слободан софтвер чији је интерфејс у облику веб странице а који је написан у програмском језику PHP.

## Критике
Раним верзијама MySQL-а су недостајале многе особине које су прописане стандардом за релационе базе података, обично због жеље да систем буде брз и ефикасан. Многе, али не и све, такве особине су касније додате, укључујући трансакције и затезнике за релациони интегритет, што је неопходно да база остане у правилном облику и спријечи клијенте базе да тај облик покваре.
У документацијама неких ранијих верзија су чак постојале тврдње да такве особине нису ни потребне, него чак штетне. Једна таква тврдња се појављивала у секцији под насловом "разлози зашто НЕ користити удаљене кључеве", и објашњавала је да је релациони интегритет компликован за имплементацију и да му је једина сврха за скицирање архитектуре базе података.
Још неке критике обухватају начин на који MySQL третира поља вриједности NULL и поља подразумијеваних вриједности, који се одваја од стандарда SQL-а. Начин на који рукује датумима дозвољава уписивање датума са бројем дана који превазилази број дана у датом мјесецу, а аритметичке операције су рањиве на превелике цјелобројне вриједности и реални бројеви имају проблема са одсијецањем децималног дијела. Од верзије 5, начин на који сервер третира неисправне вриједности зависи од режима рада сервера, који је подразумијевано подешен тако да необично много толерише исте, што критичари жестоко замјерају
Када је објављена верзија 5.0 MySQL-а, Дејвид Аксмарк, кооснивач MySQL AB-а, је рекао да је "MySQL од првог дана критикован што нема процедуре, тригере и прегледе" и да "сада поправљају све те проблеме у једној верзији" MySQL 5.0 је објављен 24. октобра 2005, након неколико милиона скинутих примјерака са Интернета у фази бета верзије 5.0.

## Подржане платформе
ради на многим оперативним системима, укључујући оперативни систем AIX, BSD, FreeBSD, HP-UX, Линукс, Mac OS X, NetBSD, Novell NetWare, OpenBSD, OS/2, QNX, IRIX, Соларис,SunOS, SCO OpenServer, SCO UnixWare, Tru64, Windows 95, Windows 98, Windows МЕ, Windows NT, Windows 2000, Windows XP и Windows Vista. Могуће је пренијети верзију MySQL-а и на OpenVMS

### Занимљивости
- Симбол делфина у логоу MySQL-а је добио име "Сакила", у октобру 2002. године, након тендера за име[11]
- MySQL је у почетку развијан на оперативном систему Соларис
- Комплетна листа аутора пројекта се може добити куцајући команду SHOW AUTHORS на командној линији. Ова могућност је додата у верзији 5.1.

## Изговор
"MySQL" се званично изговара као "мај-ес-кју-ел", а не "мај сиквл“.
Дио назива "My" долази од имена кћерке кооснивача Вајдениуса, који се на шведском језику изговара mü (латинично 'м' након којег слиједи самоглавник који звучи као прелаз између 'у' и 'и'). Међутим, програмери фирме ни сами нису сигурни да ли је ово тачно или "My" једноставно значи "Мој".